# Henosepilachna elaterii elaterii
Henosepilachna elaterii elaterii é uma subespécie de insetos coleópteros polífagos pertencente à família Coccinellidae.
A autoridade científica da subespécie é Rossi, tendo sido descrita no ano de 1794.
Trata-se de uma subespécie presente no território português.